# Traitement de la phrase
 (avril 2015).
Si vous êtes l’auteur de ce texte, vous êtes invité à donner votre avis ici. À moins qu’il soit démontré que l’auteur de la page autorise la reproduction et que ce contenu soit compatible avec les principes fondateurs de Wikipédia, cette page sera supprimée ou purgée au bout d’une semaine maximum. En attendant le retrait de cet avertissement, veuillez ne pas réutiliser ce texte.
 (avril 2015).
Sa qualité peut être largement améliorée en utilisant un vocabulaire plus directement compréhensible.
 (avril 2015).
Si vous disposez d'ouvrages ou d'articles de référence ou si vous connaissez des sites web de qualité traitant du thème abordé ici, merci de compléter l'article en donnant les références utiles à sa vérifiabilité et en les liant à la section « Notes et références ».
De façon générale, le traitement de la phrase peut être défini comme l'ensemble des mécanismes employés pour produire ou comprendre une occurrence linguistique.
Le traitement de la phrase peut être étudié sous deux aspects : la production ou la compréhension. Dans ce texte, nous porterons une attention particulière à la compréhension de la phrase.

## Compréhension de phrases[2]
Six étapes sont impliquées dans le traitement de la phrase :
1. Une séquence acoustique est produite
2. L’information se rend jusqu’à l’oreille
3. Décodage de l’information acoustique
4. Reconnaissance des mots
5. Saisie de l’information lexicale en mémoire
6. Ajustement de l’information en mémoire avec la séquence qui suit.

## Méthodes d'expérimentation<ref>Human sentence processing, 2012</ref>

### Études chronométriques
La technique la plus ancienne dans l'étude du traitement de la phrase est la mesure du temps de réaction. Cette méthode relativement simple et encore employée de nos jours, se base sur la prémisse qu'une tâche mentale complexe prendra plus de temps pour être effectuée qu’une tâche mentale simple. Un problème avec cette technique est qu'elle nécessite que les participants portent un jugement et prennent une décision consciente quant aux stimuli langagiers qui leur sont présentés ; cette situation pourrait biaiser les données, car le temps de réflexion nécessaire au jugement et à la prise de décision se retrouvent inclus dans le temps de réponse obtenu. Une solution à ce problème serait d'utiliser une méthode ne nécessitant pas de prise de décision, mais qui se baserait plutôt sur l'observation d’indices comportementaux qui refléteraient directement l'activité mentale au cours de la tâche. On retrouve notamment cette solution dans la technique du mouvement des yeux (Oculométrie).
La technique du mouvement des yeux, à la fois plus populaire et plus complexe que la mesure du temps de réaction, se base sur deux prémisses importantes :
1. les yeux ne fixent pas n’importe quel stimulus : ils se fixent sur les éléments qui attirent l’attention car c’est ce qui a la plus grande valeur informative ;
2. on ne fixera pas un item plus longtemps que le temps minimal nécessaire pour pouvoir l’interpréter convenablement (autrement dit, on ne perd pas de temps à fixer un élément de l’environnement qu’on a déjà analysé).

### Imagerie mentale
La méthode de l’imagerie mentale permet de mesurer les processus neurologiques actifs dans le cerveau lors du traitement du langage. Dans les études portant sur la compréhension de la phrase, l'Imagerie par résonance magnétique (IRMf), les potentiels évoqués (ERP) et la tomographie par émission de positons (TEP) sont les techniques d'imagerie mentale les plus utilisées.

### Études sur les patients cérébrolésés
Les études faites sur les patients cérébrolésés nous permettent de mettre en lumière les différents processus impliqués dans le traitement de la phrase et d’établir l’existence de doubles dissociations en lien avec le langage.

## Historique
- 1957 : Noam Chomsky développe une théorie formelle de la compétence linguistique appelée la Grammaire générative dans laquelle il introduit les concepts de structure profonde et de structure de surface[3]. Pour être en mesure de bien comprendre la représentation et le traitement de la phrase dans le cerveau, Chomsky affirme qu’il faudrait se pencher sur l’analyse de la structure profonde de la phrase plutôt que sur l’analyse de la structure de surface[4].
- Fin des années 1960 : les psychologues s’intéressant au langage n'appuient généralement pas la théorie proposée par Chomsky (Grammaire générative transformationnelle). Ils préfèrent la plupart du temps étudier les aspects sémantiques et pragmatiques de l'interprétation d'un énoncé[4].
- 1980 : Dans le domaine de la psycholinguistique, on observe un regain d'intérêt pour le traitement syntaxique, surtout en ce qui concerne la compréhension de phrases[4].
- Depuis la fin des années 1990 : Les techniques de mesure en temps réel (on-line) contribuent à renouveler l’intérêt pour les questions entourant le traitement de la syntaxe et les mécanismes de compréhension des phrases[4].

## Modèles de traitement de la phrase
Les principaux modèles de traitement de la phrase se distinguent de par le rôle qu’ils confèrent à la syntaxe dans la compréhension de phrase. Deux approches alternatives ressortent particulièrement du lot, soit l’approche du traitement modulaire et l’approche du traitement interactif. Alors que l’approche modulaire est plus « traditionnelle » au sens où elle est majoritairement dérivée de la théorie linguistique des années 1960 à 80, l’approche du traitement interactif, elle, est plus récente et a particulièrement gagné en popularité dans les deux dernières décennies. L’approche modulaire traditionnelle propose que la syntaxe est une composante autonome de la grammaire interne et que le traitement syntaxique d’une phrase a toujours prépondérance sur le traitement de l’information sémantique. L’approche du traitement interactif, elle, considère plutôt que les traitements sémantiques et syntaxiques d’une phrase ont une valeur cognitive équivalente et qu’ils se déroulent simultanément.

## Arguments appuyant chaque modèle
Différentes études et hypothèses supportent chacun des modèles : des études sur les ambiguïtés, les potentiels évoqués, la mémoire à court terme et les phrases garden path supportent le traitement modulaire, tandis que les facteurs non structuraux impliqués dans le traitement de la phrase ainsi que le traitement des passifs réversibles chez les patients avec une aphasie de Broca, eux, supportent plutôt le traitement interactif.

## Ambiguïtés
Un premier argument qui milite en faveur de la modularité concerne les ambiguïtés structurales. Dans de tels cas, il semblerait effectivement qu’une structure syntaxique soit d’abord attribuée à une phrase, sans considération pour son interprétation, laquelle viendrait par la suite. Dans les faits, il existe deux grands types d’ambiguïtés, soit les ambiguïtés lexicales et les ambiguïtés syntaxiques aussi appelées ambiguïtés structurales. L’ambiguïté lexicale est liée au sens polysémique ou homonymique d’un mot tandis que l'ambiguïté structurale, elle, est liée à la possibilité théorique d’une double dépendance syntaxique d'un groupe de mot (aussi appelé syntagme) dans une phrase.
On peut observer un cas d’ambiguïté lexicale polysémique dans la phrase suivante « Pierre sent la rose ». Dans ce contexte, le verbe « sent » admet deux sens, si bien que la phrase pourrait soit signifier que Pierre hume une rose ou encore qu’il dégage lui-même l’odeur d’une rose. Une phrase comme « Cet ours a mangé un avocat » contient, quant à elle, un exemple d’ambiguïté lexicale homonymique, la forme « avocat » correspondant à deux mots distincts, l’un désignant un fruit et l’autre désignant un métier.
Une phrase comme « Sylvain a vu un homme avec un télescope », par contre, contient une ambiguïté structurale ; c’est-à-dire qu’il est a priori possible de lui attribuer deux interprétations (et donc deux structures syntaxiques) distinctes. Dans le cas où le mot « télescope » est rattaché à « vu », la phrase nous suggère que c’est au moyen d’un télescope que Sylvain a vu un homme tandis que lorsque « télescope » est rattaché à « homme», la phrase signifie plutôt que Sylvain a vu un homme qui avait un télescope.
Un autre exemple d’ambiguïté structurale se trouve dans la phrase : « John raconte à une fille que Bill aime une histoire ». On peut effectivement attribuer deux structures syntaxiques différentes à cette phrase, lesquelles correspondent à deux interprétations distinctes : on peut soit lier « une histoire » directement avec « aime » ce qui signifie que « John a raconté que Bill aime une histoire à une fille » ou on peut lier « une histoire » au verbe de la principale soit « raconte » (auquel cas le syntagme nominal « une fille que Bill aime » est interprété comme un des deux compléments du verbe raconter) ce qui signifie plutôt que « John a raconté l’histoire à la fille et que Bill aime la fille ». Par contre, un phénomène intéressant est relié à cette phrase : même si elle comporte potentiellement une ambiguïté, la plupart des gens, lors d’une première lecture, préfère la première interprétation.
Ce phénomène pourrait être expliqué par ce que Frazier et Fodor ont appelé le principe du branchement minimal, c’est-à-dire une stratégie automatique de traitement de l’information qui nous permettrait d’économiser du temps et des efforts et qui consiste à créer le moins de nouveaux nœuds syntaxiques possible. Ainsi, dans la phrase « John raconte à une fille que Bill aime une histoire », la première interprétation (branchement de « une histoire » directement avec « aime ») serait naturellement préférée à la seconde (branchement de « une histoire » avec « raconte ») en vertu du fait qu’elle comporte moins de points de branchement syntaxique que la seconde (soit onze contre treize).
Par contre, le principe du branchement minimal ne permet pas toujours de prédire les interprétations préférées des locuteurs. Effectivement, dans une phrase comme « Luc a inclus le colis pour Catherine », le branchement minimal fait la prédiction que l’interprétation préférée sera celle où le syntagme prépositionnel « pour Catherine » se rattache au verbe, mais, en réalité, l’interprétation préférée est celle où le syntagme prépositionnel est attaché à « colis ». Dans un cas comme celui-ci, ce serait le sens du verbe « inclure » qui déterminerait le choix du complément (colis vs colis pour Catherine) et non la structure syntaxique propre à chacune des deux interprétations.

## Garden path
Les phrases à effet garden path[Quoi ?] ne donnent pas toujours lieu à deux interprétations possibles. Plus concrètement, les cas classiques de phrases à effet garden path sont des phrases grammaticales dont la construction particulière mène le plus souvent à une première lecture agrammaticale. En d’autres termes, face à une telle phrase, le lecteur s’engage dans un traitement qu’on pourrait qualifier de « cul-de-sac », ce qui l’oblige à effectuer un retour en arrière pour retrouver l’interprétation cible.
Un exemple classique en anglais est la phrase : « The horse raced past the barn fell ». Dans les faits, la lecture de cette phrase se déroule normalement jusqu’à ce que le lecteur rencontre le verbe « fell », l’effet garden path l’ayant déjà amené à interpréter faussement le verbe « raced » comme un verbe à la voix active ayant « the horse » comme sujet (et non comme un adjectif, ce qu’exige la version grammaticale de la phrase). Bref, l’intégration « en ligne » du mot « fell » au reste de la phrase pose problème puisqu’il ne « reste » plus de matériel syntaxique pour satisfaire aux exigences argumentales du verbe. Le lecteur est donc forcé de revenir sur ses pas et de réévaluer son analyse de la phrase. Une telle erreur de traitement est possible à la lecture de cette phrase parce que la forme « raced », tout comme la majorité des verbes en anglais, peut représenter soit le verbe conjugué au passé ou encore le participe passé du verbe. Le principe du branchement minimal justifie par ailleurs notre tendance naturelle à interpréter « raced » comme étant le verbe conjugué au passé et non le participe passé. Le fait de considérer « raced » comme le verbe au passé nous permet effectivement de former un énoncé simple regroupant les six premiers mots de la phrase, alors que si on considère « raced » comme étant le verbe au participe passé, davantage de nœuds syntaxiques sont nécessaires pour construire la structure appropriée, ce qui n’est pas économique et va donc à l’encontre du principe du branchement minimal.
Un exemple de garden path en français est la phrase « Paul a écrit deux lettres et une de ses amies en a écrit trois ». Effectivement, dans une telle phrase, en vertu du principe du branchement minimal, on s’attend à ce qu’un nom comme « note » suive le déterminant « une » (ex. Paul a écrit deux lettres et une note), mais l’on se retrouve plutôt avec un syntagme prépositionnel après le déterminant, ce qui nous oblige à effectuer un retour en arrière après le « de » pour retrouver l’interprétation cible[incompréhensible].
Un autre exemple de garden path se trouve dans la phrase « Since Jay always jogs a mile and a half seems like a short distance to him ». Dans cette phrase, l’erreur de traitement qui mène à un garden path chez la majorité des gens lors d’une première lecture est de considérer que la portion de la phrase « a mile and a half » constitue le complément d’objet direct du verbe « jogs », ce qui fait qu’ils arrivent à une impasse au moment de traiter le verbe « seems ». Cette erreur de traitement pourrait être expliquée par le principe du branchement minimal, c’est-à-dire que pour des questions de nombres de branchements et de simplicité, nous aurions une tendance naturelle à interpréter « a mile and a half » comme le complément d’objet direct du verbe alors qu’il s’agit en fait du sujet du verbe « seems » selon l’interprétation cible.
Les effets garden path sont surtout observés en modalité visuelle puisqu’à l’oral, les indices prosodiques (accent, ton de la voix, etc.) permettent souvent de résoudre les ambiguïtés Par exemple, un pause après « jogs » dans la phrase « Since Jay always jogs a mile and a half seems like a short distance to him » bloque généralement l’effet garden path (selon lequel le groupe nominal « a mile and a half » serait interprété comme l’objet du verbe)[pas clair].

## Indices non-structuraux
D’autres indices non structuraux (c’est-à-dire qui ne sont pas en lien direct avec la syntaxe) peuvent également bloquer l’effet garden path : le trait +/- animé du sujet, le contexte pragmatique et l’effet de fréquence lexicale. L’effet de ces indices sur la lecture garden path supporte l’approche interactive.

## Trait plus ou moins animé du sujet
Selon certains chercheurs, la présence d’un syntagme nominal inanimé en début de phrase (comme dans l’exemple « The legislation raced through committee died in the House ») favoriserait l’interprétation au passif – bloquant ainsi la lecture garden path en vertu du fait que la tendance non-marquée est d’allier le caractère animé d’un syntagme nominal en début de phrase au statut d’Agent, et le caractère inanimé d’un syntagme nominal dans cette même position au statut de Thème ou de Patient.

## Contexte
Un autre facteur qui permettrait d’éviter l’effet garden path est le contexte. Le fait d’ajouter quelques informations pertinentes avant la présentation de la phrase permettrait entre autres, bien souvent, d’éviter le garden path. Par exemple, le fait de présenter les phrases « There were several horses in the cross country race. They headed off in various directions » avant « The horse raced past the barn fell », permet d’établir différents points de référence pour le nom singulier défini « the horse ». Le rôle d’une proposition relative étant de restreindre la référence dans un ensemble plus grand, ces points de référence incitent la personne qui entend la phrase à interpréter « raced past the barn » comme formant une proposition relative rattachée à la principale. Parfois, même un contexte formé d’un seul mot permet d’éviter l’effet garden path (Ni, Crain et Shankweiler 1996). Dans cette optique, le simple ajout du mot « only » avant la phrase « The horse raced past the barn fell » permettrait d’éviter l’effet garden path.

## Fréquence lexicale
Un troisième indice non-structural qui influencerait les effets garden path serait la fréquence d’emploi des verbes sous leur forme transitive (un verbe transitif étant un verbe qui s’emploie avec un complément d’objet comme le verbe vérifier dans la phrase « Je vérifie les issues de secours ») et leur forme intransitive (un verbe intransitif étant un verbe qui s’emploie sans complément; ex. arriver). Dans les faits, plus la fréquence d’emploi d’un verbe dans sa forme intransitive est grande, plus élevé sera la probabilité que ce verbe cause un effet garden path,.

## Étude 1: Potentiels évoqués et modularité
Ingram (2007) a repris et adapté à l’anglais une étude de potentiels évoqués (ou ERP : Event-related potential) de Frisch, Hahne et Friederici (2004) portant sur les violations syntaxiques en allemand. Le but de cette étude était d’observer l'effet de la présence, dans une même phrase, de deux types de violations syntaxiques sur l'activation des ondes cérébrales. La théorie du traitement modulaire et celle du traitement interactif proposent des hypothèses totalement différentes quant aux résultats qui devraient être obtenus.

### Types d'erreurs
Les chercheurs ont basé leur expérience sur l'étude de deux types d'erreurs: les erreurs de structure de la phrase et les erreurs de structure argumentale du verbe. Le premier type d'erreur fait référence à un problème dans l’échafaudage de la structure syntaxique d'une phrase. Par exemple, l'adjectif « old » contenu la phrase « * The cat slept old in the garden » suit le verbe alors qu'il devrait précéder le nom. On se retrouve donc face à une erreur au niveau de l'arrangement des constituants de la phrase.
Le deuxième type d'erreur a trait à la structure argumentale du verbe. Cette erreur se produit typiquement lorsqu’un verbe intransitif est suivi d’un complément d’objet direct. Par exemple, dans la phrase « * The old cat slept the garden », la présence d’un syntagme nominal en position postverbale du verbe « slept » constitue une violation de sa structure argumentale.

### Hypothèses
Selon la théorie du traitement interactif, les erreurs de structure phrastique et de structure verbale seraient additives. Par exemple, en ERP, des erreurs de structure phrastique et de structure verbale conduiraient à la présence de plusieurs ondes.
À l’inverse, selon le traitement modulaire, les erreurs de structure de la phrase sont détectées dans un premier temps et interrompent le traitement du reste de la phrase, résultant en la présence d’une seule onde dans l’ERP.

### Résultats
Les résultats obtenus par Ingram démontrent que les deux types d’erreurs produisent des activations cérébrales différentes. Une ÉLAN a ainsi été observée dans les cas d’erreurs de structure phrastique, mais non dans les cas de violations de la structure argumentale. Inversement, une activation de la N400 a été observée dans les erreurs de structure argumentale, mais non dans les cas de violations de la structure phrastique. La découverte la plus importante dans cette étude demeure néanmoins l’observation de l’absence d’onde N400 lorsque les deux erreurs coexistaient dans une même phrase. Ce résultat démontre que les effets des violations de la structure phrastique et argumentale ne sont pas cumulatifs, ce qui appuierait l’hypothèse du traitement modulaire (la détection d'une violation de la structure phrastique viendrait en quelque sorte « bloquer » le reste du traitement de la phrase). Les résultats permettent donc de conclure que le traitement de la phrase débute par une vérification de sa structure et, si aucune erreur n’est détectée, se poursuit par l’intégration de l’information sémantique.

## Étude 2: Modularité et mémoire à court terme
Une étude menée par Ferreira et Clifton appuie l'hypothèse du traitement modulaire. Cette étude consiste à présenter à des sujets des phrases contenant des subordonnées relatives pouvant présenter une ambiguïté de sens et ainsi causer un effet garden path (pour plus de détails sur cette notion, voir les explications ci-dessus). L'expérimentation est basée sur le self-paced reading paradigm dans lequel la difficulté de traitement ou d'intégration d'un mot nouveau dans la phrase est mesurée à partir du temps de réaction nécessaire au sujet pour appuyer sur un bouton afin de faire apparaître à l’écran le prochain mot de la phrase qu’il est en train de lire. Selon les deux théories du traitement de la phrase, on prédit des observations différentes quant au temps nécessaire au sujet pour appuyer sur le bouton face à un mot causant une ambiguïté. Cette étude est basée sur des phrases du type: « The defendant examined by the lawyer shocked the jury ». L’effet « garden path » observé dans cette phrase se définit par la tendance du sujet à s’attendre à retrouver un objet direct tout de suite après le verbe transitif « examine ». Le temps de réaction est donc mesuré après « by », c’est-à-dire le mot qui « prend la place » de l’objet direct dans la phrase.

### Hypothèses
Selon l’hypothèse du traitement interactif, il y aura une réanalyse de la phrase après « by », ce qui entraînera un coût cognitif qui augmentera le temps de réaction dans cette position. Le raisonnement derrière cette hypothèse se traduirait comme suit : à la suite de la présentation du verbe « examined », le lecteur produira inconsciemment deux inférences : la première inférence étant que le parseur syntaxique doit donner priorité à l'attachement minimal des éléments de la phrase et la seconde établissant que, pour des raisons de pragmatique, le lecteur associera le nom animé sujet à la valeur d'Agent, éliminant ainsi la possibilité d’une lecture du verbe « examiner » au passif. Dans les deux cas, le verbe « examined » sera interprété comme le verbe principal, ce qui fera en sorte que le lecteur s'attendra à ce que le mot qui le suivra soit un complément direct. Ces deux suppositions auront pour conséquence de mener à un effet garden path lorsque le mot qui suit le verbe à l'écran (« by ») ne correspondra pas aux attentes (c’est-à-dire à un objet direct) du sujet. Il y aura alors une réanalyse du verbe comme étant une construction passive, ce qui causera une diminution dans la capacité de traitement de la phrase, laquelle se traduira à son tour par une augmentation du temps de réaction nécessaire pour appuyer sur le bouton et faire apparaître le mot suivant.
Selon le traitement modulaire, la phrase est d'abord traitée syntaxiquement. Comme cette phrase ne comporte aucune anomalie sur le plan syntaxique, il ne devrait pas y avoir de différence notable dans les temps de réaction. Plus précisément, le temps de réaction après « by » devrait être le même qu’ailleurs dans la phrase.

### Résultat de l’expérience
Aucune d'augmentation n’a été observée dans le temps de réaction après « by ». Il s’agirait d’un argument en faveur du traitement modulaire.

## Passifs réversibles chez les agrammatiques
Un autre argument en faveur du traitement interactif concerne le traitement des passifs réversibles par les patients aphasique de Broca. Une phrase dite réversible est une phrase contenant un sujet et un objet qui pourraient aussi bien l’un que l’autre remplir le rôle thématique d’Agent (celui qui pose une action) ou de Patient (celui qui subit une action) dans la phrase. Par exemple, dans une phrase comme « le danseur applaudit l’acteur », le caractère animé des deux syntagmes nominaux leur confère la possibilité d’être interprété, hors contexte et indépendamment de la structure de phrase, comme l’un ou l’autre des deux rôles thématiques.
Pour assigner correctement les rôles thématiques dans une phrase réversible tout comme dans une phrase non-réversible (ex. Jules mange une pomme), on doit donc être attentif aux indices syntaxiques fournit par l’ordre des mots, les rôles thématiques dans une phrase canonique simple (ex. Julie arrose la plante) se présentant généralement dans l’ordre Agent-verbe-Patient. Chez les patients présentant une aphasie de Broca, une étude de Schwartz a démontré que, face à des phrases réversibles actives (vs passives) qui respectent l’ordre canonique simple, les patients aphasiques de Broca attribuaient correctement les rôles thématiques dans 75 % des cas.
Par contre, lorsque l’ordre canonique était violé dans une construction passive réversible comme : « L’acteur est applaudi par le danseur », le taux de bonnes réponses dégringolait à 50 %, soit au niveau de la chance. En comparaison, les patients n’avaient aucune difficulté à traiter les passifs non-réversibles comme « Le ballon est lancé par Julie ». Cela suggère que les patients ont non seulement recours à des indices syntaxiques, mais également à des indices sémantiques pour traiter les phrases qu’ils lisent. Ces données militent donc en faveur de l’approche interactive.